# North Caledonian Football League
La North Caledonian Football League è uno dei 6 campionati semiprofessionistici minori di calcio in Scozia, quello che copre le zone di Highlands, Isole Ebridi, Isole Orcadi e Isole Shetland.

## La lega
La lega è stata fondata nel 1888 per promuovere il calcio semiprofessionistico nell'area settentrionale della Scozia.
La lega è un membro della Scottish Football Association dal 1935 ed è interconnessa con la sovrastante Highland Football League mediante un play-off fra il proprio campione, quello della Midlands Football League e quello della North Region Junior Football League, cui segue un'altra sfida con l'ultima classificata della HFL.
Il campionato è composto da 12 squadre che si sfidano 2 volte ciascuna in gironi di andata e ritorno per un totale di 22 giornate; la prima classificata parteciperà al play-off promozione. Non essendo prevista in Scozia una connessione col calcio dilettantistico, il campionato non ha retrocessioni.

## Partecipanti stagione 2024-2025
- Alness United
- Bonar Bridge
- Bunillidh Thistle
- Clachnacuddin reserves
- Fort William
- Golspie Sutherland
- Halkirk United
- Invergordon
- Inverness Athletic
- Orkney
- St. Duthus
- Thurso

## Albo d'oro
- 1896/1897 -  Inverness Celtic
- 1897/1898 -  Inverness Citadel reserves
- 1898/1899 -  Nelson
- 1899/1900 -  Nelson
- 1900/1901 -  Inverness Thistle reserves
- 1901/1902 -  Inverness Citadel reserves
- 1902/1903 -  Inverness Citadel reserves
- 1903/1904 -  Clachnacuddin reserves
- 1904/1905 -  Clachnacuddin reserves
- 1905/1906 -  Nelson
- 1906/1907 -  Nelson
- 1907/1908 -  Nelson
- 1908/1909 -  Nelson
- 1909/1910 -  Clachnacuddin reserves
- 1910/1911 -  Inverness Citadel reserves
- 1911/1912 -  Nelson
- 1912/1913 -  Nelson
- 1913/1914 -  Albert
- 1914/1919 - Campionato non disputato a causa della Prima Guerra Mondiale.
- 1919/1920 -  Dingwall Victoria United
- 1920/1921 -  Nelson
- 1921/1922 -  Inverness Citadel reserves
- 1922/1923 -  Caledonian reserves
- 1923/1924 -  Fortrose & Rosemarkie Union
- 1924/1925 -  Catch-my-Pal
- 1925/1926 -  Nelson
- 1926/1927 -  Clachnacuddin reserves
- 1927/1928 -  Dingwall Victoria United
- 1928/1929 -  Inverness Thistle reserves
- 1929/1930 -  Clachnacuddin reserves
- 1930/1931 -  Inverness Thistle reserves
- 1931/1932 -  Clachnacuddin reserves
- 1932/1933 -  Inverness District Asylum
- 1933/1934 -  Inverness District Asylum
- 1934/1935 -  Inverness Thistle reserves
- 1935/1936 -  Nairn County reserves
- 1936/1937 -  Clachnacuddin reserves
- 1937/1938 - Campionato cancellato.
- 1938/1939 -  Highland Light Infantry
- 1939/1946 - Campionato non disputato a causa della Seconda Guerra Mondiale.
- 1946/1947 -  Invergordon
- 1947/1948 - Campionato non concluso.
- 1948/1949 -  Caledonian reserves
- 1949/1950 -  Clachnacuddin reserves
- 1950/1951 -  Clachnacuddin reserves
- 1951/1952 -  Caledonian reserves
- 1952/1953 -  Caledonian reserves
- 1953/1954 -  Elgin City reserves
- 1954/1955 -  Nairn County reserves,  Buckie Thistle reserves (Titolo condiviso).
- 1955/1956 -  Clachnacuddin reserves
- 1956/1957 -  Clachnacuddin reserves
- 1957/1958 -  Clachnacuddin reserves
- 1958/1959 -  Inverness Thistle reserves
- 1959/1960 -  Inverness Thistle reserves
- 1960/1961 - Campionato non concluso.
- 1961/1962 - Campionato non concluso.
- 1962/1963 -  Inverness Thistle reserves
- 1963/1964 -  Clachnacuddin reserves
- 1964/1965 -  Avoch Rovers
- 1965/1966 -  Ross County reserves
- 1966/1967 -  Brora Rangers reserves
- 1967/1968 -  Brora Rangers reserves
- 1968/1969 -  Dingwall Thistle
- 1969/1970 -  Caledonian reserves
- 1970/1971 -  Dingwall Thistle
- 1971/1972 -  Dingwall Thistle
- 1972/1973 -  Alness United
- 1973/1974 -  Alness United
- 1974/1975 -  Golspie Sutherland
- 1975/1976 -  Golspie Sutherland
- 1976/1977 -  Invergordon
- 1977/1978 -  Dingwall Thistle
- 1978/1979 -  Wick Academy
- 1979/1980 -  Wick Academy
- 1980/1981 -  Wick Academy
- 1981/1982 -  Wick Academy
- 1982/1983 -  Bunillidh Thistle
- 1983/1984 -  Muir of Ord Rovers
- 1984/1985 -  Fort William
- 1985/1986 -  Muir of Ord Rovers
- 1986/1987 -  Wick Academy
- 1987/1988 -  Invergordon
- 1988/1989 -  Bunillidh Thistle
- 1989/1990 -  Balintore
- 1990/1991 -  Balintore
- 1991/1992 -  Clachnacuddin reserves
- 1992/1993 -  Golspie Sutherland
- 1993/1994 -  Halkirk United
- 1994/1995 -  Inverness reserves
- 1995/1996 -  Fearn Thistle
- 1996/1997 -  Ross County reserves
- 1997/1998 -  Inverness reserves
- 1998/1999 -  Golspie Sutherland
- 1999/2000 -  Thurso
- 2000/2001 -  Alness United
- 2001/2002 -  Invergordon
- 2002/2003 -  Thurso
- 2003/2004 -  Golspie Sutherland
- 2004/2005 -  Alness United
- 2005/2006 -  Balintore
- 2006/2007 -  Golspie Sutherland
- 2007/2008 -  Golspie Sutherland
- 2008/2009 -  Golspie Sutherland
- 2009/2010 -  Thurso
- 2010/2011 -  Halkirk United
- 2011/2012 -  Halkirk United
- 2012/2013 -  Thurso
- 2013/2014 -  Halkirk United
- 2014/2015 -  Golspie Sutherland
- 2015/2016 -  Halkirk United
- 2016/2017 -  Invergordon
- 2017/2018 -  Orkney
- 2018/2019 -  Golspie Sutherland
- 2019/2020 - Campionato non completato a causa della pandemia di COVID-19.
- 2020/2021 -  Golspie Sutherland
- 2021/2022 -  Invergordon
- 2022/2023 -  Loch Ness
- 2023/2024 -  Invergordon